# Azdine Aigoun
Azdine Aigoun, né le 11 mai 1987, est un joueur international français de futsal. 
Aigoun commence le futsal en région parisienne. Il est repéré en 2010 pour intégrer le Paris Métropole avec qui il perd quatre finales en deux ans. En 2012, il passe au Kremlin-Bicêtre où son palmarès s'étoffe. De nouveau finaliste de la Coupe de France la première saison, il remporte enfin le trophée en 2013-2014. Suivent trois titres de champion de France en quatre ans ainsi que deux nouvelles coupes nationales.
Au niveau international, Azdine Aigoun intègre l'équipe de France de futsal en 2011. Il fait partie de la première sélection française à participer à un tournoi international, le Championnat d'Europe 2018.

## Biographie

### Révélation, finales et débuts en Bleu (2009-2012)
En 2009, Azdine Aigoun pratique le futsal en loisir au Paris XV. Repéré par Jean-Pierre Sabani, président du Paris Métropole, Aigoun intègre le PMF en 2010.
Au terme de sa première saison au PMF, Aigoun perd en finale du championnat de France face au Sporting Paris (9-8 ap). En Coupe de France, les deux clubs parisiens s'affrontent aussi en finale, qui tourne à nouveau à l'avantage des Verts et blancs (2-1).
En septembre 2011, Aigoun est salarié à temps partiel de son club de Paris Métropole en plus de ses études et une licence de mathématiques à la Sorbonne. La saison 2011-2012 est semblable et autant cruelle que la précédente. Le PMF arrive premier de sa poule de championnat, devançant d'un point le FC Erdre-Atlantique. En finale, l'équipe échoue à nouveau face au Sporting (5-4). En Coupe nationale, la même affiche penche encore pour le SC Paris (6-4). Le Paris Métropole perd quatre finale en deux ans, toutes contre le Sporting Paris.

### Trophées avec le Kremlin-Bicêtre (depuis 2012)
En 2012, Azdine Aigoun rejoint le Kremlin-Bicêtre United. L'équipe est initialement exclue du championnat à la suite d'un incident avec ses supporters. À l'été 2012, l'équipe est donc qualifiée pour le championnat du monde de futsal à Braga (Portugal) du 18 au 25 août. Dans cette équipe de l'Université Paris-I représentant la France, il évolue entre autres avec Sid Belhaj et Yassine Mohammed. Durant la saison avec le KBU en Coupe de France, l'équipe perd en finale contre le Sporting Paris, la troisième défaite consécutive pour Aigoun et contre le même adversaire.
Durant l'été 2013, son équipe universitaire dispute le championnat d’Europe à Malaga (Espagne). Il évolue avec neuf coéquipiers du Kremlin-Bicêtre United. L’université Paris 1 termine première de son groupe et se qualifie en quart de finale contre l'Université d'York.
Pour l'exercice 2013-2014, le KBU devient donc le treizième club d'un championnat prévu à douze, à la suite de sa réintégration. À la fin de la saison, assuré de sa troisième place en championnat, le KBU remporte sa première Coupe de France, idem pour Aigoun qui joue sa quatrième finale de suite.

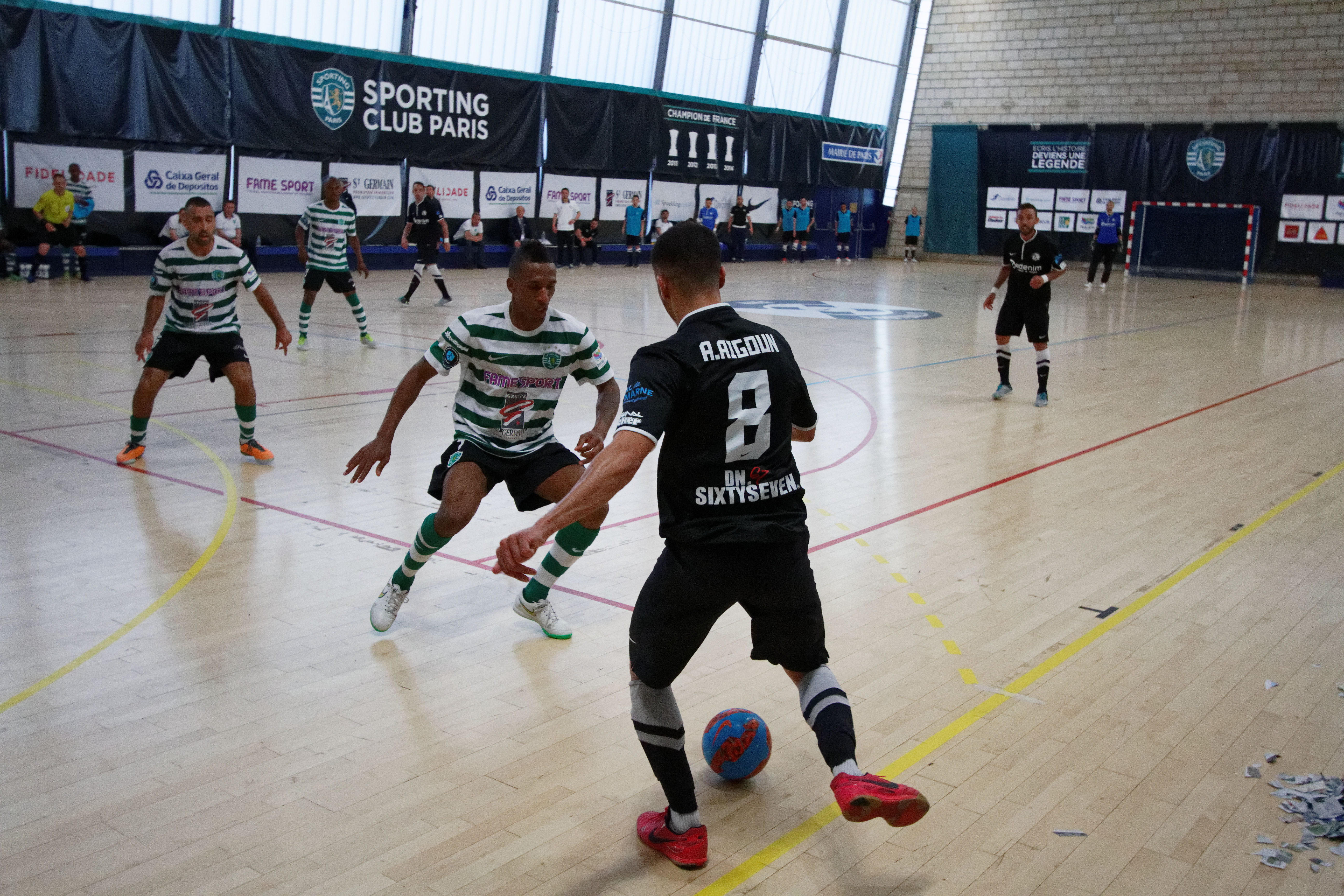
Aigoun face au Sporting Paris en demi-finale de D1 2014-2015.

En 2014-2015, l'équipe réalise une saison pleine et conquiert le second titre de champion de France de son histoire, le premier d'Aigoun. Quatrième de la phase régulière, ils éliminent le premier, SC Paris, en demi-finale (7-4) puis viennent difficilement à bout de Toulon en finale (5-5 tab 5-4). Le KB United représente donc la France la saison suivante en Coupe de l’UEFA.
Aigoun joue son premier match de Coupe d'Europe (en) en club le 25 août 2015, à l'occasion du tour préliminaire et la réception des Lituaniens du FK Inkaras Kaunas (victoire 7-1). L'équipe termine en tête de son groupe préliminaire de Coupe de l'UEFA, puis second et qualifié dans le tour principal, avant de finir dernier de sa poule dans la phase élite. En championnat, le KB United termine en tête de la phase régulière avec une seule défaite en 22 matchs. En phase finale, le KBU remporte la finale rejouée contre Garges Djibson ASC. Le Kremlin-Bicêtre United remporte son premier doublé coupe-championnat en écartant à nouveau Garges en finale de Coupe de France.
Sur l'exercice 2016-2017, le KB est éliminé dès le tour principal de Coupe d'Europe, terminant quatrième de son groupe. En championnat de France, KB termine la phase régulière à la seconde place derrière le Garges Djibson ASC. Les deux clubs se retrouvent en finale de phase finale pour une revanche de l'année précédente et Garges s'impose 5-4.
En mai 2018, Aigoun et le KB futsal remporte leur troisième Coupe de France, avec un but du défenseur (6-4 ap). Il dispute ensuite leur quatrième finale de championnat consécutive, pour un troisième sacre.
En mars 2018, en plus de ses rôles de joueur et capitaine du KB, Aigoun est entraîneur du Paris 14 futsal club et, depuis 2015, responsable Futsal au Paris Alésia FC. Au terme de la saison 2017-2018, le Paris XIV entraîné par Aigoun remporte le championnat de Départemental 1 du district des Hauts-de-Seine et est promu en Régional 3 de la Ligue Paris Île-de-France. Aigoun ne continue pas en tant qu'entraîneur de l'équipe l'exercice suivant.
Au terme de la saison 2019-2020, tronquée par l'épidémie de Covid-19 et qui voit le KB être relégué en D2 après avoir débuté avec des points de pénalité, Aigoun quitte le club et rejoint le Sporting Club de Paris. 

### En équipe de France
En septembre 2011, Azdine Aigoun connaît sa première sélection en équipe de France, dont il est alors le benjamin, contre la Biélorussie.
Le 23 janvier 2013, Aigoun dispute son premier match UEFA avec l'équipe de France, à l'occasion du tour préliminaire du Championnat d'Europe 2014 contre Saint-Marin (victoire 12-0). Il s'agit de la plus large victoire de l'histoire des Bleus.
EN 2017, Azdine Aigoun est titulaire lors de toutes les rencontres de qualification pour l'Euro 2018, la première de l'histoire. Il fait logiquement partie de l'équipe de France de futsal au championnat d'Europe 2018. Lors du premier match, les Bleus, seuls amateurs de la compétition, tiennent en échec l'Espagne (4-4), championne d’Europe en titre et septuple vainqueur de l’épreuve. La défaite lors du second match les éliminent. 

## Palmarès
- Ligue des champions
  - Meilleur résultat : tour élite en 2015-2016 (en) avec le KB futsal

- Championnat de France de futsal (3)
  - Champion : 2015, 2016 et 2018 avec le KB futsal
  - Finaliste : 2011, 2012 avec Paris Métropole et 2017 avec le KB futsal

- Coupe de France de futsal (3)
  - Vainqueur : 2014, 2016 et 2018 avec le KB futsal
  - Finaliste : 2011, 2012 avec Paris Métropole et 2013 avec le KB futsal